# الفرات (ناحية)
ناحية الفرات هي ناحية في قضاء هيت في محافظة الأنبار في العراق، مساحتها 2475 كيلومتراً مربعاً، عدد سكانها 6454 ساكناً في سنة 1977، و26036 سنة 2010، وتقع في الجهة المقابلة من نهر الفرات لمدينة هيت.